# M25 (Mashreq)
De M25 is een primaire noord-zuidroute in het Internationaal wegennetwerk van de Arabische Mashreq, die een belangrijke oliepijplijn volgt. De weg begint in Hadithat en loopt daarna via 'Ar'ar en Hafar El Batin naar Abu Hadriyah. Daarbij voert de weg door slechts één land, namelijk Saoedi-Arabië.

## Nationale wegnummers
De M25 loopt over de volgende nationale wegnummers, van noord naar zuid:
| Nummer        | Tracé                   |
| Saoedi-Arabië | Saoedi-Arabië           |
| ------------- | ----------------------- |
| 85            | Hadithat - Abu Hadriyah |

M5 · 
M7 · 
M9 · 
M10 · 
M15 · 
M20 · 
M25 · 
M30 · 
M35 · 
M40 · 
M45 · 
M47 · 
M50 · 
M51 · 
M55 · 
M60 · 
M65 · 
M67 · 
M70 · 
M75 · 
M80 · 
M90 · 
M100